# 幸福路街道 (乌鲁木齐市)
幸福路街道，是中国新疆维吾尔自治区乌鲁木齐市天山区下辖的一个乡镇级行政单位。

## 行政区划
幸福路街道共辖以下地区：
幸福路社区、幸福集社区、天福花园社区、四道巷社区、北三巷社区、百信花园社区、职大社区、建国南路南社区、中环路北社区、宏大社区、湖东社区、二道湾东社区、幸福城市花园社区。